# Perroy (Svizzera)
Perroy (toponimo francese) è un comune svizzero di 1 459 abitanti del Canton Vaud, nel distretto di Nyon.

## Geografia fisica
Perroy è affacciato sul lago di Ginevra.

## Monumenti e luoghi d'interesse

La chiesa di Nostra Signora tra il 1898 e il 1907

- Chiesa riformata di Nostra Signora, attestata dal 1132[1].

## Società

### Evoluzione demografica
L'evoluzione demografica è riportata nella seguente tabella:
Abitanti censiti

## Amministrazione
Ogni famiglia originaria del luogo fa parte del cosiddetto comune patriziale e ha la responsabilità della manutenzione di ogni bene ricadente all'interno dei confini del comune.